# Cessna 560

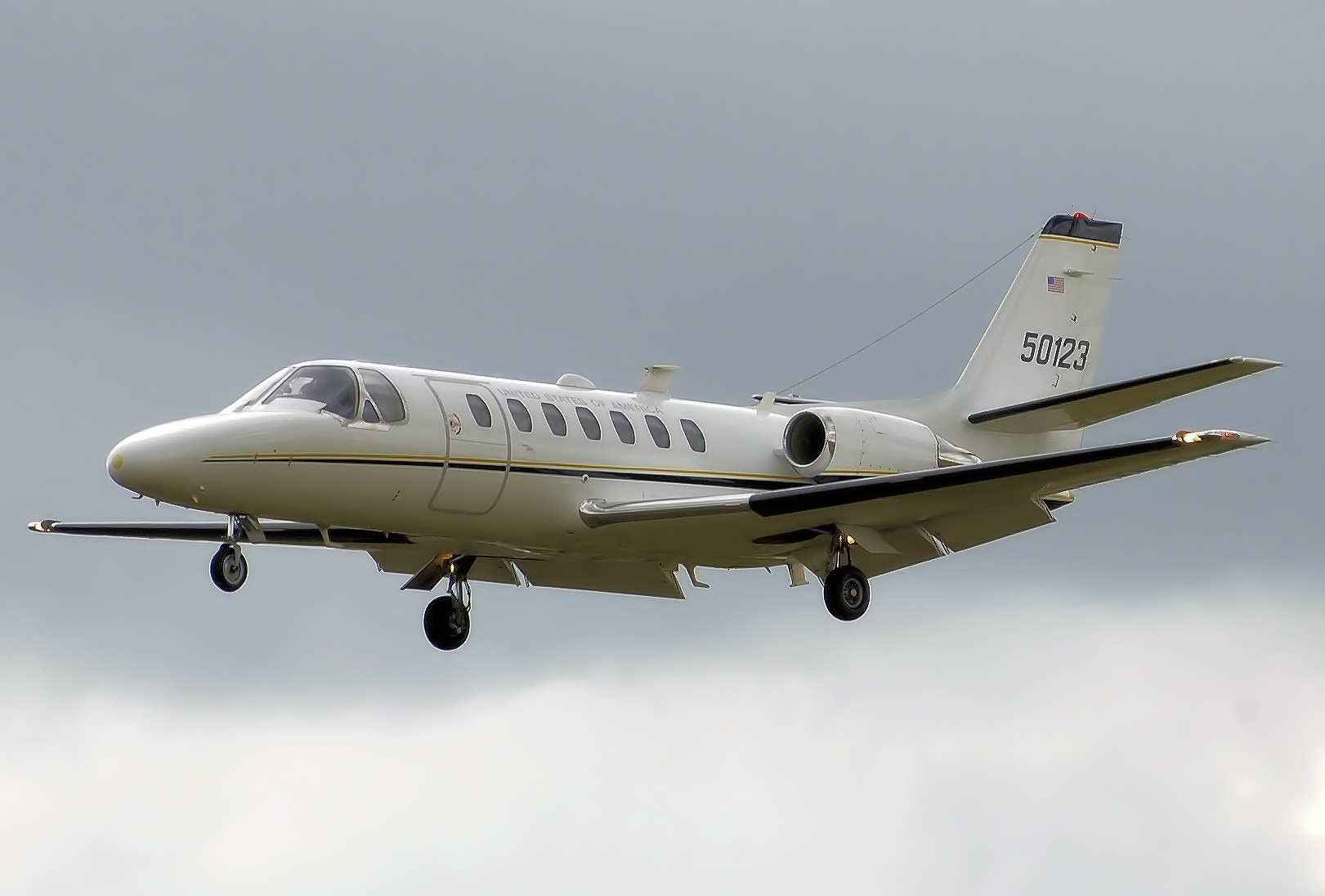
Cessna Citation 560 V (2008)

De Cessna 560 is een tweemotorig straalvliegtuig uit Cessna's Citation-serie voor de zakenmarkt. Het toestel biedt plaats aan 8 personen en is verkrijgbaar in de uitvoeringen V, Ultra en Encore.
De 560 Citation V is een doorontwikkeling van de Citation II met krachtiger Pratt & Whitney JT15D5A motoren en een iets langere romp en werd gecertificeerd in 1988. In 1994 volgde de Ultra, met nog weer krachtiger motoren en Honeywell EFIS 1000-beeldscherminstrumentatie. In 2000 kwam de Encore met een hoger startgewicht en nieuw interieur op de markt.

## Varianten

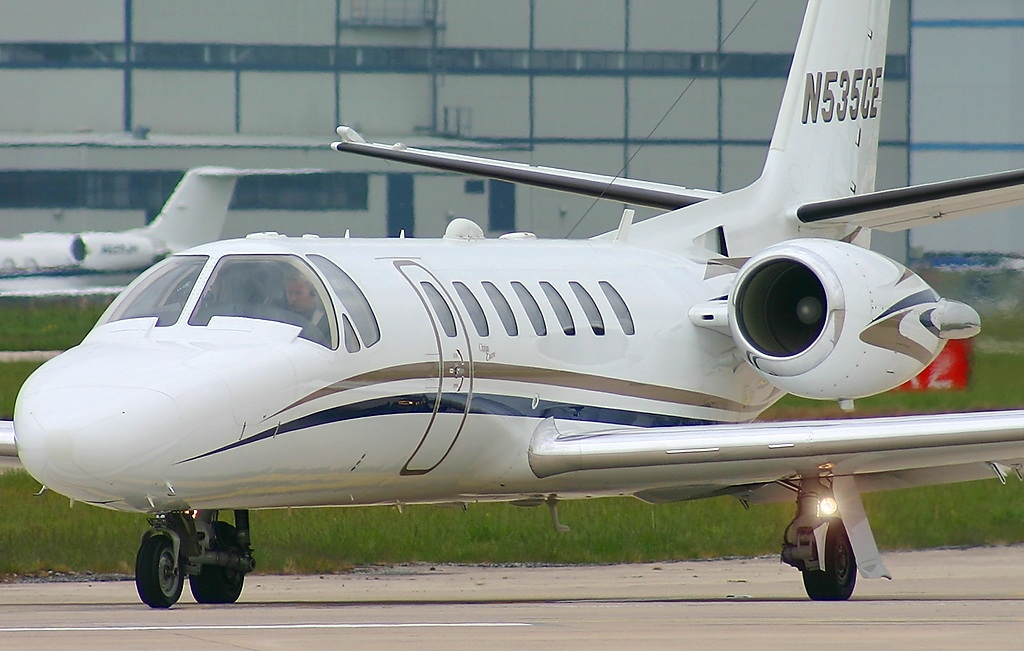
Cessna Citation Encore (2005)

Model 560 Citation V
Gecertificeerd op 9 december 1988, met Pratt & Whitney JT15D-5A motoren, 7210 kg maximaal startgewicht en 3260 liter brandstof aan boord.
Model 560 Citation Ultra
Met Pratt & Whitney JT15D-5D motoren en 7394 kg maximaal startgewicht.
Model 560 Citation Encore
Gecertificeerd op 26 april 2000, met Pratt & Whitney PW535A motoren, 7540 kg maximaal startgewicht, 3050 liter brandstof aan boord en een verbeterd landingsgestel.
Model 560 Citation Encore+
Gecertificeerd op 14 december 2006, met Pratt & Whitney PW535B motoren en nieuwe avionics.
UC-35A
Transportversie van de V Ultra voor het leger en de luchtmacht.
UC-35B
Encore transportversie voor het leger.
UC-35C
Ultra voor het Marine Corps.
UC-35D
Encore voor het Marine Corps.
OT-47B "Tracker"
De United States Department of Defense (DoD) kocht vijf OT-47B toestellen voor drugs opsporings- en verkenningstaken.

## Specificaties
- type: Cessna Citation Ultra
- Bemanning: 1-2
- Passagiers: 7-11
- Lengte: 14,9 m
- Spanwijdte: 15,9 m
- Leeggewicht: 4502 kg
- Maximum gewicht: 7394 kg

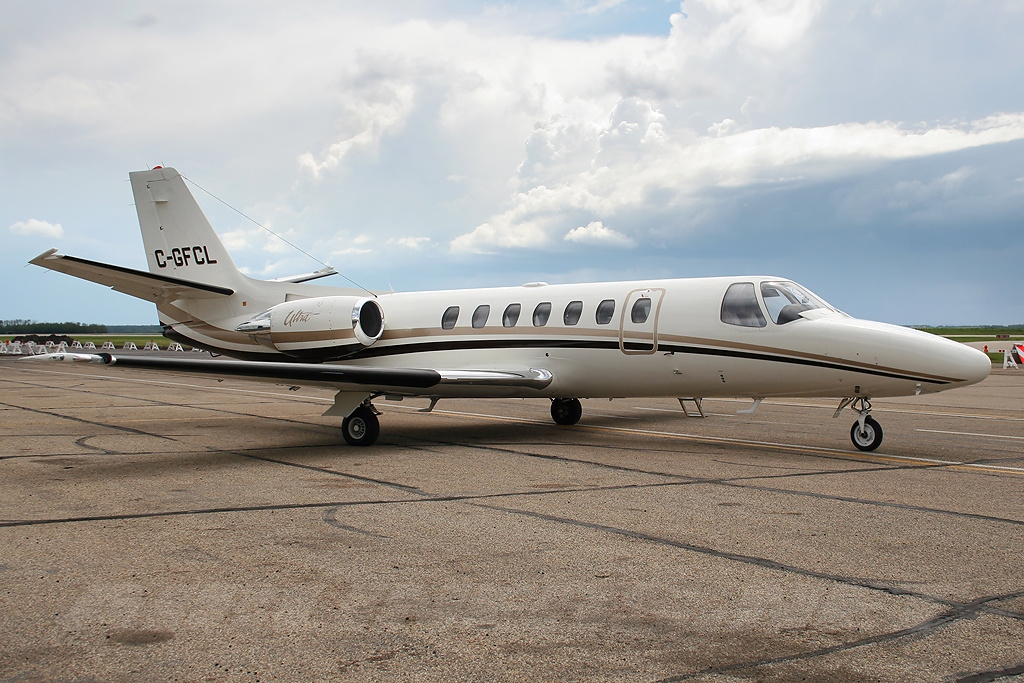
Cessna Citation Ultra (2007)

- Motoren: 2 × Pratt & Whitney Canada JT15D-5D turbofans, maximum stuwkracht 13,54 kN per motor
- Eerste vlucht: augustus 1987
- Aantal gebouwd: 774 (inclusief alle varianten)

Prestaties
- Maximumsnelheid: Mach 0,755
- Kruissnelheid: 780–800 km/h
- Vliegbereik: 3630 km
- Klimsnelheid: 21,5 m/s
- Cabinedruk: 0,61 bar